# Золотореченск
Золоторе́ченск — посёлок городского типа в Оловяннинском районе Забайкальского края России.
Население — 1024 чел. (2021).

## История
Населённый пункт основан в 1986 году с началом освоения Этыкинского редкометалльного месторождения во исполнение Постановления ЦК КПСС и Совета Министров СССР за № 426—146 от 14 мая 1985 г. «В обеспечение танталовой продукцией в 1991—1993 г.г.». Для его отработки и организации строительства крупного горно-обогатительного комбината и нового города Забайкалья приказом № 00-66 Министерства среднего машиностроения СССР (ныне Госкорпорация «Росатом») весной 1986 года было создано Алтагачанское рудоуправление (АРУ) Забайкальского горно-обогатительного комбината, директором (1986—1994) был назначен С. М. Жиряков. Директором Забайкальского ГОКа (1977—1990) был Козыренко И. Н.
Название рудоуправлению было дано по предложению Читинского обкома КПСС в память об Алтагачанской коммуне забайкальских партизан времён Гражданской войны 1918—1920 г.г., которая располагалась в те годы в таёжной пади одноимённого названия не далеко от будущего месторождения.
Строительство вёл так же вновь созданный для этого трест «Дауриястрой» Приаргунского управления строительства, начальником треста был (1985—1990) Грохотов Ю. П., заместителем начальника треста — Судаков Анатолий Сергеевич (1985—1990), Начальником Приаргунским управления строительства был (1971—1993) Васин Ю. Я.
Строительство началось летом 1985 года с обустройства прирельсовый базы на ж.д. ст. Безречная — были смонтированы 40 вагончиков-бытовок, построены столовая на 50 мест, магазин на 2 рабочих места, овощехранилище на 80 тонн, тёплый склад «Ангар», ж.д. рампа, дизельная котельная, ж.д. пути (4 км) от станции к базе и автомобильная дорога (65 км) к будущему посёлку. Рядом был построен военный городок для батальона жел.дор. войск, который должен был построить ж.д. ветку до посёлка. Вплоть до 1989 года прирельсовая база продолжала строиться и развиваться — были проложены ж.д. тупики и подкрановые пути с башенными и мостовыми кранами для разгрузки полувагонов и платформ, оборудованы склады для различных грузов, смонтированы ёмкости для приёма и хранения ГСМ для транспорта и мазута для котельных посёлка. Была так же запущена в работу мобильная котельная для разогрева мазута и отопления жилья и объектов базы, построены благоустроенные брусовые двухквартирные дома для постоянного персонала базы и детский садик на 25 детей.
Посёлок тоже начинался в 1985 году с палаток и вагончиков, в 1986 году уже была построена целая улица из них с деревянными тротуарами, из модулей КЩ-120 сделали столовую на 100 мест, напротив — магазин, рядом баню и красивый тёплый туалет с канализацией. Запустили в работу дизельную электростанцию, построили ЛЭП, сделали наружное освещение. Смонтировали БРУ, оборудовали стоянку автотранспорта и механизмов. Отдельно строился военный городок из 7 казарм, штаба и столовой из модулей КЩ-120, здесь располагался батальон военных строителей — 840 солдат.
В 1986 году уже были введены первые дома посёлка общей площадью 10 тыс. м² — двухквартирные блочные и брусовые коттеджи, первый многоквартирный панельный пятиэтажный дом, квартал благоустроенных общежитий из 11 чехословацких домиков «Вахта-80» на 880 мест для строителей и работников рудоуправления, водозабор и дизельные котельные. До 1988 года строительство посёлка велось очень масштабно, была введена школа на 300 учеников, детсад на 200 детей, Дом культуры с кино-концертным залом на 400 мест и со спортзалом, пожарное депо и отделение милиции, дом быта и прачечная, две гостиницы — АРУ и треста, в ОРСе рудоуправления действовали три столовых на 230 посадочных мест, кафе в клубе, пять магазинов торговой площадью 1140 м²., хлебопекарня, была собственная база из ангаров для хранения прод и промтоваров и овощехранилище, от МСЧ-106 работала поликлиника со стационаром на 60 коек и аптека. Постоянного жилья было введено 43344 м², а всего 50931 м². В 1990 года закончено строительство железной дороги к посёлку, по ней стали поступать грузы. С окончанием в 1987 году работ на линии ЛЭП-110 от г. Борзи и её подстанций в п. Калангуе, посёлке и промплощадке, а также строительства ЛЭП-35/10 с подстанциями, посёлок и промплощадка были обеспечены устойчивой электроэнергией. Все дома и объекты соцкультбыта сразу сдавались благоустроенными и подключались к системе централизованной поселковой канализации, её стоки сбрасывались в пруды отстойники-испарители, которые были сооружены с хлораторной за посёлком. Тепло и водоснабжение обеспечивал цех ТВС рудоуправления, а обслуживание жилого фонда и соцкультбыта его жилищно-коммунальное хозяйство. В 1990 году были смонтированы современные очистные КОС-7000 и начаты их пусконаладочные работы. В рудоуправлении действовал камнерезный цех по производству гранитных мемориально-ритуальных изделий по заказам населения не только п. Золотореченск, но и п. Первомайского и других. Практически были закончены работы по строительству водовода диаметром 630 мм от разведанного в районе села Улан-Цацык месторождения пресной воды до посёлка и промплощадки «Этыка», общей протяжённостью 75 км. Автобаза рудоуправления размещалась в тёплых стояночных боксах на 320 единиц автотранспорта. В посёлке работала АТС и телефонная связь с выходом на межгород райцентра п. Оловянная, а также через радиорелейные станции был выход на АТС ЗабГОКа. Ранее, в 1986 году в посёлке было организовано спутниковое телевещание двух центральных каналов.
С промплощадкой «Этыка», прирельсовой базой и ж.д. станцией Безречная, а также с с. Турга и п. Калангуй, посёлок был связан регулярным автобусным сообщением.
Горный участок Алтагачанского рудоуправления уже в 1986 году начал работы по вскрыше карьера и производству гравитационного тантало-ниобиевого концентрата, а также по добыче руды и её отгрузке на опытную обогатительную фабрику ЗабГОКа в пос. Первомайский, велись работы по отработке технологии добычи блоков высоко декоративного амазонитового гранита для камнерезного производства.
Геологоразведочная партия (ГРП) АРУ вела детальную доразведку Этыкинского месторождения и поисковую на рядом расположенных, в том числе на Ачиканском литиевом и на Верхне-Тургинской золото-серебряной рудной площади.
Передвижная механизированная колонна рудоуправления (ПМК) занималась строительством коттеджей в Золотореченске, АБК для горного участка на промплощадке и её инфраструктуры, вахтового посёлка горняков и геологов на промплощадке и строительством дорог к будущим хвоъстохранилищам. Была построена дорога от посёлка к промплощадке и к селу Нижнее Гирюнино — примыкание к межрайонной дороге в г. Балей, пос. Первомайский и в г. Краснокаменск. В летнее время на р. Онон близ села Боржигантай АРУ организовывало паромную переправу к автодороге к Первомайску. В посёлке силами ПМК была построена взлётно-посадочная полоса и АРУ организовало постоянное авиасообщение самолётом Ан-2 с пос. Первомайский в дополнение к регулярному автобусному.
В строительстве нового ГОКа и в добыче тантала, ниобия, лития и олова из месторождения были крайне заинтересованы военно-промышленный комплекс СССР и собственно Министерство среднего машиностроения и, поэтому, рудоуправление ускоренно оснащалось мощной карьерной техникой — в карьере работали автосамосвалы Белаз грузоподъёмностью 27 тонн, экскаватор ЭКГ-5 и буровой станок СБШ-250, закупленные в США по специальному решению Правительства СССР колёсные погрузчики «Дрессер» и бульдозеры «Катерпиллер». Рудоуправление выполняло все земляные работы на промплощадке и вертикальную планировку под будущую обогатительную фабрику, которая должна была перерабатывать 5 млн тонн руды в год. Но с 1989 года в связи с изменениями военно-стратегических планов перестроечного правительства М.Горбачёва и конверсии предприятий ОПК финансирование строительства начало значительно сокращаться, трест был ликвидирован и стройка уже велась только силами ПМК, укрупнённой остатками подразделения треста, и горного участка, так называемым хоз-способом. А после развала в 1991 году СССР, начавшейся приватизации и акционирования предприятий ОПК, темпы и объёмы строительства критически резко сократились и на основании решения уже Правительства РФ в 1992 году было окончательно прекращено финансирование строительства, рудоуправление в 1994 году реорганизовано в участок карьера ЗабГОКа. ОРС и его объекты были приватизированы, а жилой фонд и все объекты соцкультбыта, вместе с цехом ТВС и ЖКХ, были переданы в муниципальное управление Оловянинской районной администрации. Вследствие всех этих событий население посёлка, начиная уже с 1989 года, постоянно сокращается.
После этого, Министерство и Забайкальский ГОК уже на собственные и заёмные деньги построили в 2002 году опытную гравитационную фабрику для переработки 100 тыс. тонн руды в год, а для переработки гравитационных концентратов этой фабрики ГОК построил в п. Первомайский и запустил в этом же году в работу первое и единственное в России гидрометаллургическое производство, его мощности позволяли получать ежегодно до 40 тонн тантала и 60 тонн ниобия — стратегического сырья, используемого в оборонной промышленности, атомной энергетике, сверхпроводниках, электронике, медицинской и других отраслях народного хозяйства. Впоследствии эти фабрика и гидрометаллургический цех попали под действие федеральной программы «Либтон» и действовали до закрытия этой программы в 2004 году и прекращения отработки карьера.
Но в настоящее время остро возникла проблема импортозамещения закупок этих стратегических редких металлов за рубежом и организации вновь собственного их производства для высокотехнологичных отраслей промышленности России.
Статус посёлка — городского типа, был присвоен в 1988 году. Изначально посёлок планировался, как будущий город Славск, о чём на въезде со стороны хребта Кукульбей была установлена стела с соответствующей надписью. В конце 90-х стела была разрушена вандалами, однако, была восстановлена жителями поселка, правда, стала немного ниже.
Рядом с посёлком в долине речки Турга старательская артель «Урюмкан» ведёт добычу золота и серебра на Кирченовском месторождении, которое было разведано ГРП Алтагачанского рудоуправления и первая лицензия на его отработку была так же у рудоуправления.

## Население
| 1989  | 2002  | 2007  | 2009  | 2010  | 2012  | 2013  |
| ----- | ----- | ----- | ----- | ----- | ----- | ----- |
| 6066  | ↘2033 | ↘1661 | ↘1602 | ↘1442 | ↘1322 | ↘1263 |
| 2014  | 2015  | 2016  | 2017  | 2018  | 2019  | 2020  |
| ↘1206 | ↘1152 | ↘1134 | ↘1103 | ↘1064 | ↘1007 | ↘957  |
| 2021  |       |       |       |       |       |       |
| ↗1024 |       |       |       |       |       |       |

## Разное
Входит в Перечень населённых пунктов Забайкальского края, подверженных угрозе лесных пожаров
Люди, связанные с посёлком:
Козыренко Игорь Николаевич, кавалер орденов Ленина и Трудового Красного знамени, медалей и других гос. и ведомственных наград СССР, лауреат Государственной премии СССР, действительный член (академик) Академии горных наук России;
Васин Юрий Яковлевич, кавалер орденов Ленина, Октябрьской революции и Трудового Красного знамени, медалей и других гос. и ведомственных наград СССР, Заслуженный строитель РСФСР, Почётный гражданин Читинской области, Почётный строитель объектов атомной отрасли;
Судаков Анатолий Сергеевич, награждён медалью «За трудовую доблесть» СССР, знак «Почетный дорожник России», знак «За содействие МВД», удостоен премии «Российские созидатели» (2003 г.- ЗАО «НТ ИССО»).
Жиряков Степан Михайлович, председатель Законодательного собрания Забайкальского края 1-го созыва, член Совета Федерации Федерального Собрания РФ (2013—2018 г.), Заслуженный работник горнодобывающей промышленности Читинской области, награждён медалью ордена «За заслуги перед отечеством», медалями «За заслуги перед Читинской областью» и «За вклад в развитие атомной отрасли» 1 и 2 степени, знаками трудового отличия «Шахтёрская слава» 1, 2 и 3 степени.

## Топографические карты
- Лист карты M-50-IX Калангуй. Масштаб: 1 : 200 000. Указать дату выпуска/состояния местности.[16]